# 청나라 치하 대만
청나라 치하 대만은 청나라가 대만에 있었던 동녕국을 강제 병합한 1683년부터 청일 전쟁의 패전에 따라 청나라가 일본 제국에 대만을 할양한 1895년 4월 17일까지 청나라가 대만을 지배한 시기를 가리킨다. 19세기에는 차, 사탕 수수, 장뇌, 광업의 생산지로 발달하고 발송지로 도시화도 진행되었으며, 제국주의 시대에 대만민주국이 성립하는 배경이 되었다.
청나라 조정은 직접 대만왕을 봉하지는 않고 대만부(府), 주뤄현(朱隆縣), 타이하로(太下路)로 행정구역을 나누어 통치했다. 1870년 7월 22일부터는 푸젠성 순무 왕개태(王凱泰)에게 대만통치를 겸임했고, 1874년 4월 14일부터 1875년 광서 즉위 년 4월 26일까지는 심보정(沈葆楨)을 흠차변리대만등처해방겸리각국사무대신(欽差辦理臺灣等處海防兼理各國事務大臣)으로 임명해 통치권을 맡겼다가 폐지하고 다시 푸젠성 순무가 대만을 관할하게 했다. 1885년부터는 복건대만성으로 통치되었다.

## 같이 보기
- 청나라 치하 몽골
- 서역신강
- 청나라 치하 티베트
- 일본의 대만 점령
- 대만의 역사